# Árvore da liberdade

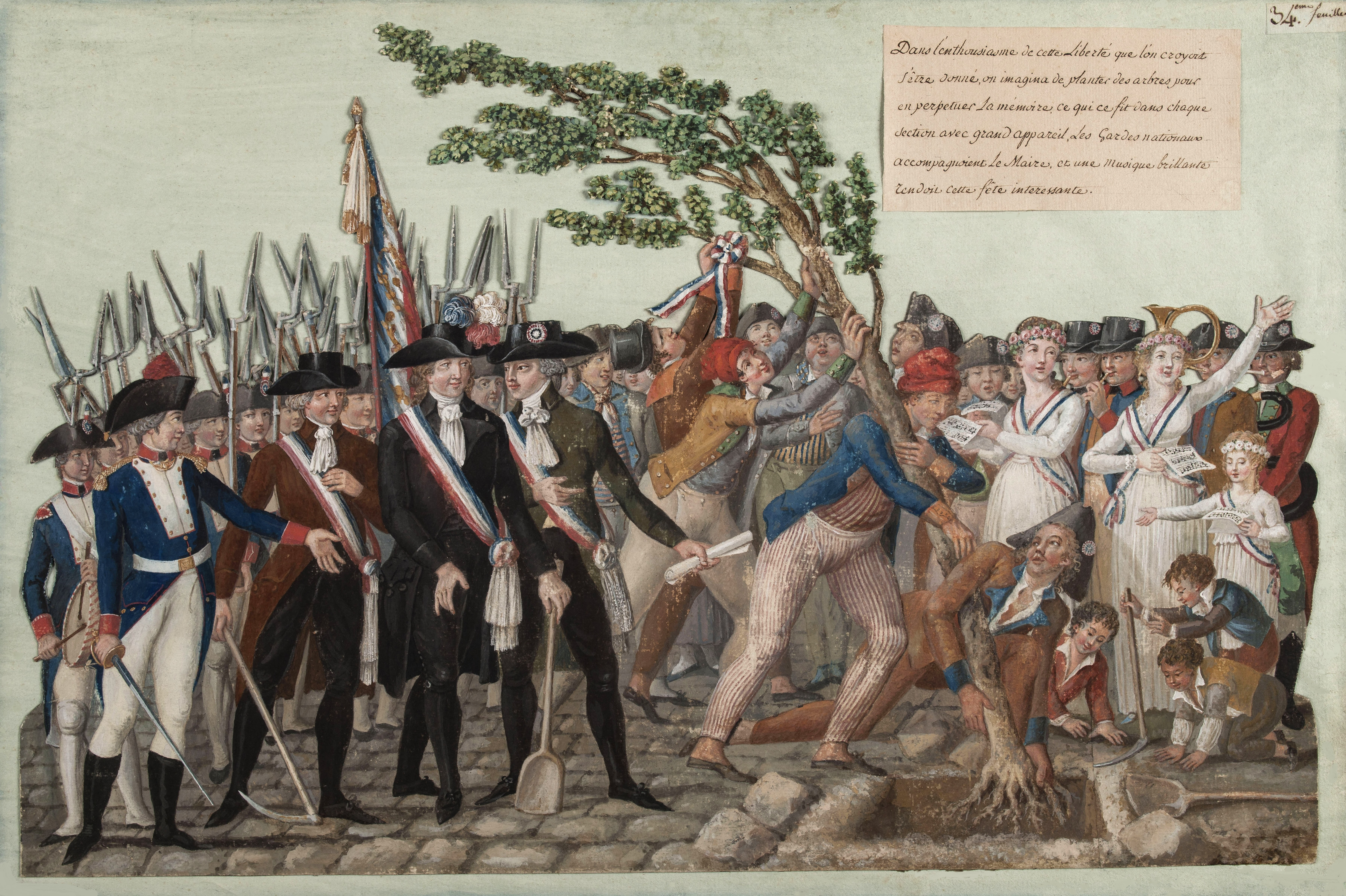
Plantação de uma árvore da liberdade em 1790.

A árvore da liberdade (em francês:  arbre de la liberté) é um símbolo da liberdade introduzido em França no período da Revolução francesa. Simboliza a vida, a continuidade, o crescimento, a força e o poder. Tornou-se no século XIX um dos símbolos da República Francesa, em conjunto com Marianne e a semeadora (semeuse). Desde 2002 surge nas moedas francesas de 1 e 2 euros.
As árvores da liberdade eram em geral plantadas no local mais central e frequentado das localidades, como sinais de alegria e símbolos de crescimento, a par das novas instituições do estado francês.

## História
A primeira foi plantada em 1790 em Paris, mas foi no verão de 1792 que se multiplicaram por toda a França. O país, então em guerra contra a Áustria, precisava de um impulso patriótico, e a defesa da pátria confundia-se com as conquistas da revolução. A árvore tornou-se então símbolo do ideal revolucionário.

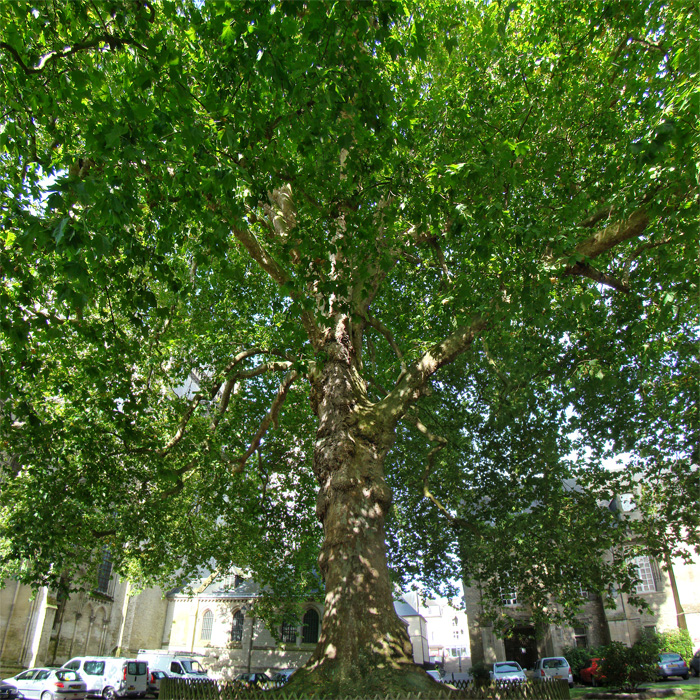
Uma das mais antigas árvores está em Bayeux

O choupo era preferido face ao carvalho e, desde o início de 1792, Lille, Auxerre e outras cidades plantaram árvores da liberdade. Poucos meses depois, mais de 60 milhares destas árvores foram erguidas por todas as comunas francesas, como indica o abade Grégoire. Segundo o marquês de Villette, Paris tinha mais de 200. O próprio Luís XVI presidiu à colocação de uma no Jardim das Tulherias, mas esta foi abatida no mês pluvioso do ano II do calendário republicano (janeiro de 1794) "por ódio ao tirano". No momento do julgamento do rei que levou à sua condenação. Bertrand Barère de Vieuzac declarou: L'arbre de la liberté ne saurait croître s'il n'était arrosé du sang des rois..
O entusiasmo pelas árvores da liberdade ressurgiu em França durante as revoluções de 1848, e também durante o regresso da república em 1870, quando muitas foram plantadas. No contexto da guerra franco-prussiana de 1870, e na Comuna de Paris não foram tão populares. Em 1889 (centenário da tomada da Bastilha) e em 1892 (centenário da Primeira República Francesa) voltaram a sê-lo. Também em 1919-1920, para celebrar a vitória na I Guerra Mundial e a libertação da Alsácia e da Moselle, e igualmente em 1944-1945, se assistiu a um maior interesse pelas árvores.
Hoje as árvores sobreviventes são acarinhadas pelas instituições autárquicas e nacionais francesas, e quando uma árvore morre é substituída, em geral, por outra.